# Ride on Tears
Ride on Tears – czwarty singel fińskiej heavymetalowej grupy Charon. Singel promował piąty studyjny album zespołu, Songs for the Sinners. Na singlu znalazły się dwa utwory - Divine i Frail I Stand - które nie zostały umieszczone na albumie. Okładkę zaprojektował i wykonał były perkusista fińskiej grupy Sentenced Vesa Ranta.

## Lista utworów
1. "Ride on Tears"
2. "Divine"
3. "Frail I Stand"

## Skład
- Juha-Pekka Leppäluoto – wokal
- Pasi Sipilä – gitara elektryczna
- Lauri Tuohimaa – gitara elektryczna
- Teemu Hautamäki – gitara basowa
- Antti Karihtala – perkusja

- Jenny Heinonen – wokal